# Miquel del Roig
Miquel Vendrell i Llambrich (l'Ametlla de Mar, 3 de juny del 1951), més conegut pel nom artístic Miquel del Roig, és un cantant ebrenc conegut per oferir concerts en solitari de més d'un parell d'hores amb un popurri de cançons populars, peces pròpies i adaptacions d'èxits contemporanis al català, per la qual cosa és definit com a «cantautot».
| «                 | Sempre canto al gust de la gent. Hi ha músics, alguns molt bons, que es perden perquè sempre canten al gust d'ells. Jo toco peces que són les que crec que agradaran més i La farola... és una d'elles. | » |
| — Miquel del Roig | |   |

## Trajectòria
Va aprendre a tocar la guitarra quan tenia desset anys: llavors formava part de Grup Nou (un conjunt influït pels Beatles) i, als denou anys, de Los Cráneos. Després de fer la mili -durant la qual cantava en misses- se'n va anar a Sant Antoni de Portmany, on tocava amb el grup Babalú. En tornar a Catalunya va seguir cantant durant l'estiu en conjunts com l'Orquestra Líders i, després de dotze temporades, començà a actuar en solitari.
L'any 2002, el propietari del bar La Planassa de Palamós el va llogar per a cantar la nit de Sant Joan: Miquel del Roig -que és el seu malnom patern- hi va acceptar a canvi d'un sopar de gamba rosada. D'ençà ha cantat en el Festival Acústica Figueres, a sales com La Mirona, La Paloma, Lo Submarino o la Stroika; a les universitats de Lleida, Girona i Barcelona; en les Festes del Tura, la Festa Major de Gràcia i les de Sants, el Poble-sec, Horta-Guinardó i Cassoles; a la Fira de Girona o Vilanova i la Geltrú, al Camp Nou, i a totes les edicions del Festival Tingladu, i del renovat Canet Rock al Pla d'en Sala de Canet de Mar.
Vint anys després del primer disc, la Diada de Sant Jordi del 2012 va publicar Les millors cançons de Miquel del Roig, presentat oficialment el 10 de maig al CAT de Gràcia amb la participació de Quico el Célio, el Noi i el Mut de Ferreries i Francesc Ribera «Titot».

## Discografia
| Any  | Nom del disc                           | Segell              | Detalls                                                      |
| ---- | -------------------------------------- | ------------------- | ------------------------------------------------------------ |
| 1993 | La farola, la farola                   | Picap               | Amb El pescador d'arràs i La farola, la farola               |
| 2000 | La cantina de Juanita                  | Propaganda Records  |                                                              |
| 2010 | M'agrada la Cala                       |                     | Senzill amb la col·laboració de Pep Sala                     |
| 2011 | La Farola, la Farola                   | Picap               | Single                                                       |
| 2012 | Anem a Palamós                         | Propaganda pel Fet! | Single                                                       |
| 2012 | Les millors cançons de Miquel del Roig | Propaganda pel fet  | Amb Anem a Palamós, La farola i Sempre ens quedarà l'Empordà |